# Lista de arranha-céus mais altos de Portugal

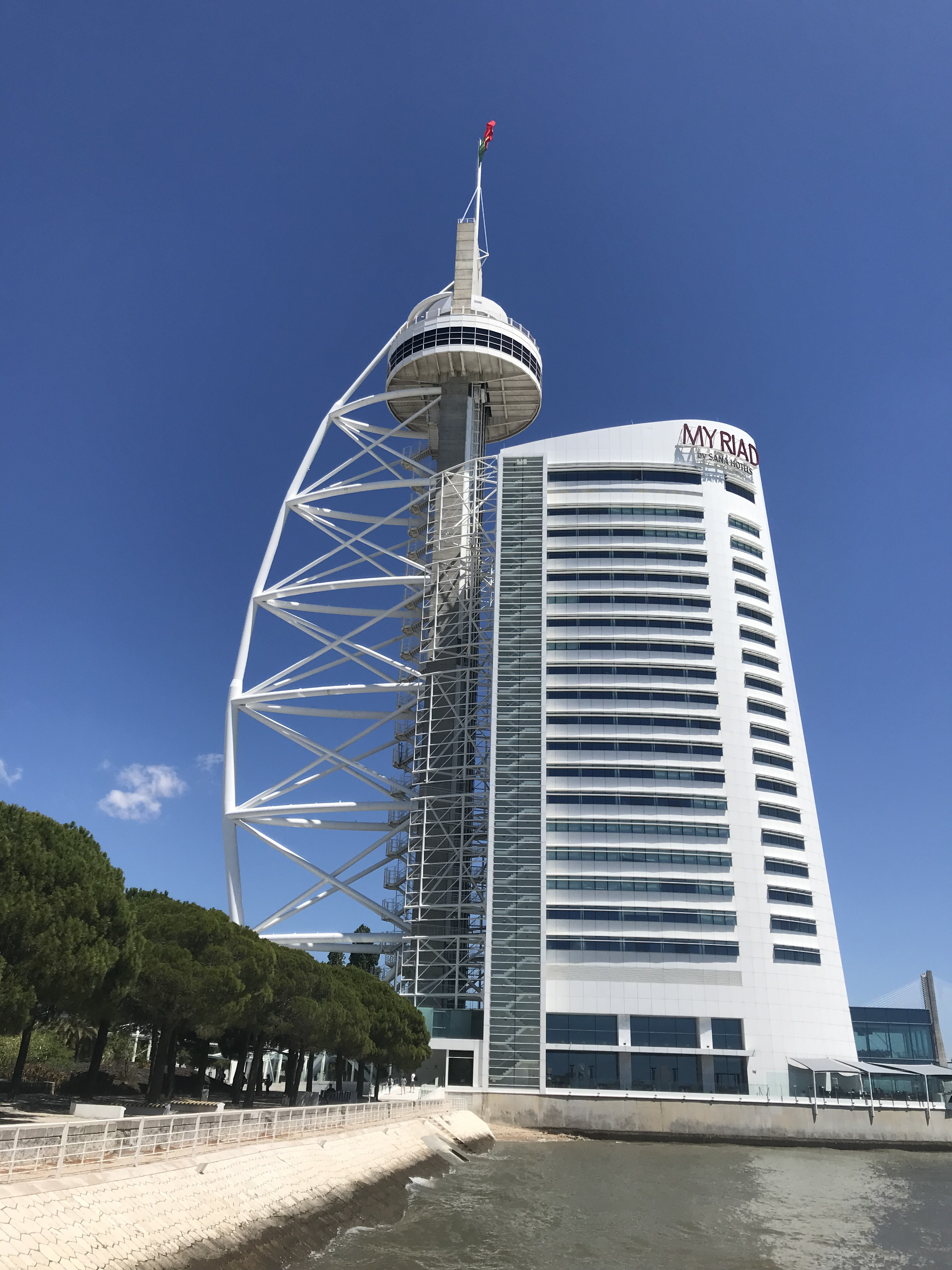
Torre Vasco da Gama, o mais alto edifício de Portugal (hotel Myriad)

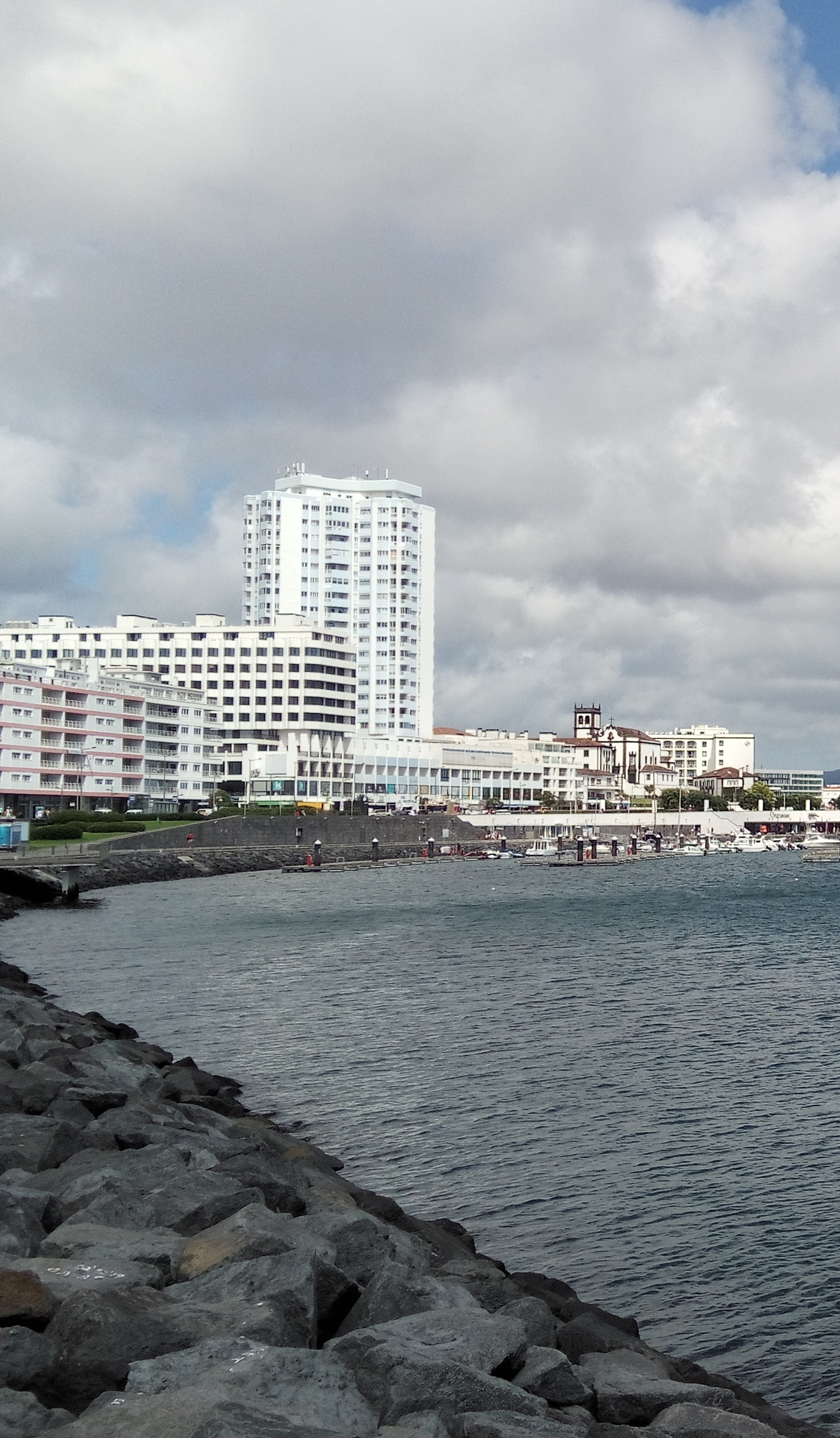
Torre Solmar, em Ponta Delgada

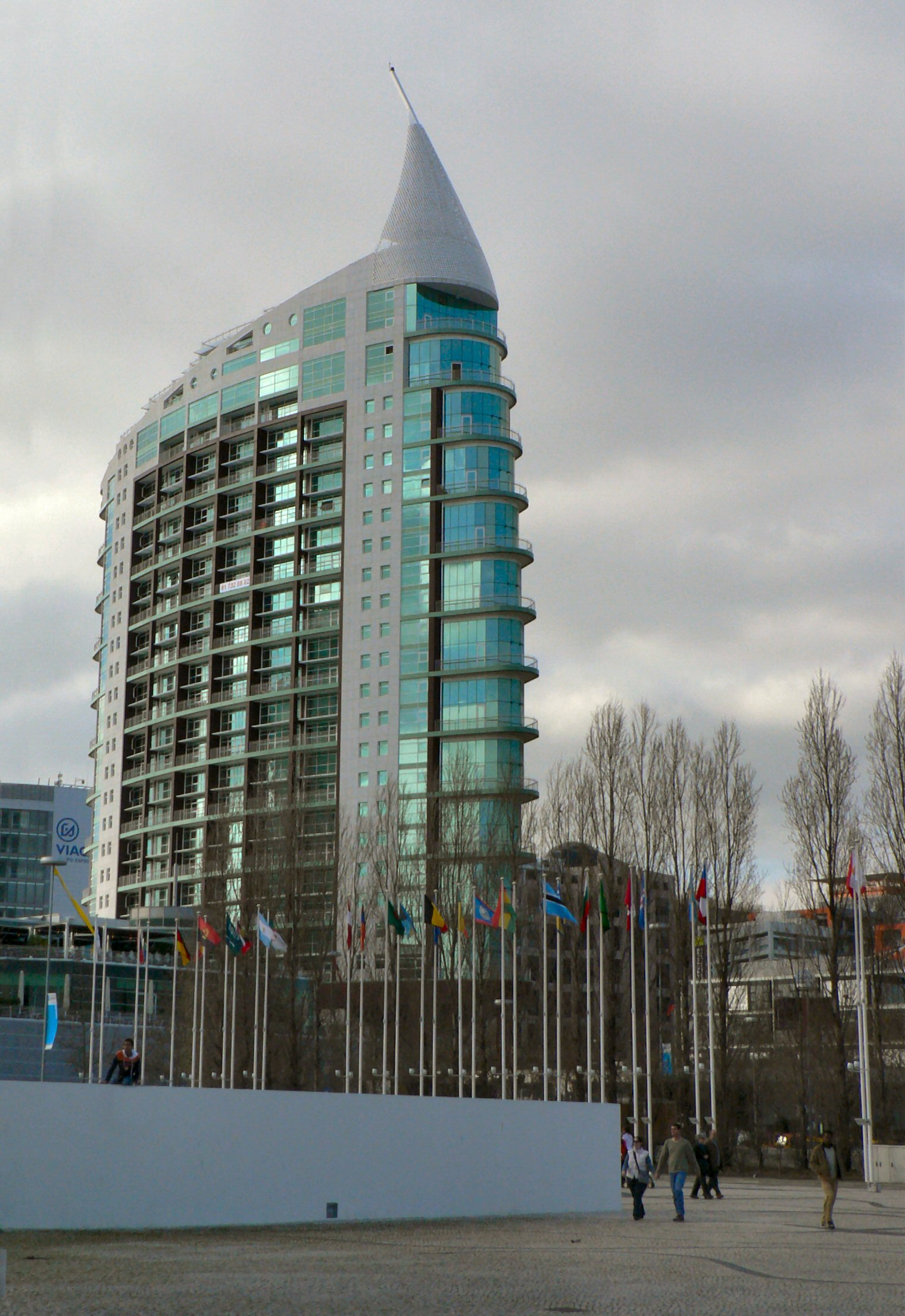
Torre São Rafael no Parque das Nações

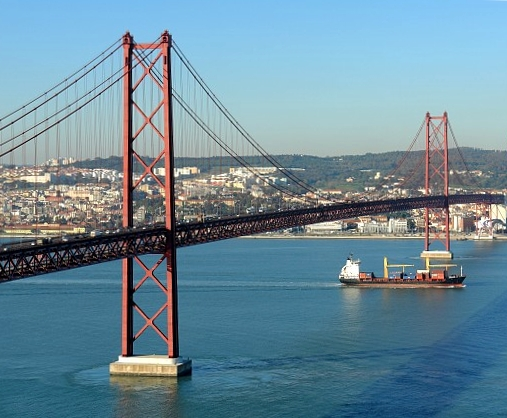
Ponte 25 de Abril, sobre o Rio Tejo.

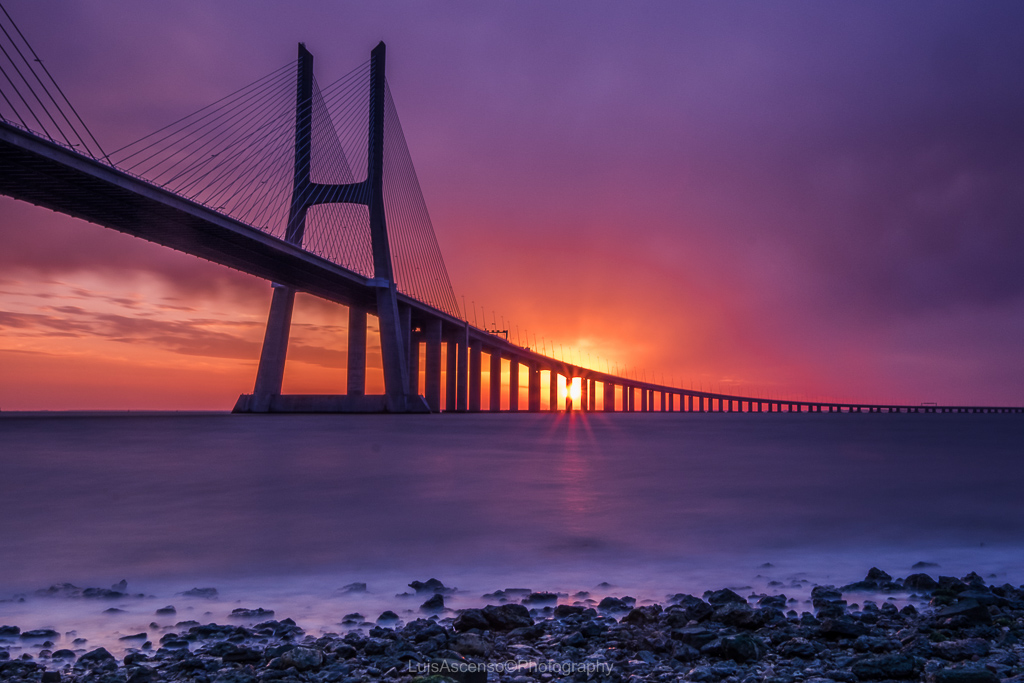
Ponte Vasco da Gama, a ponte mais longa da União Europeia.

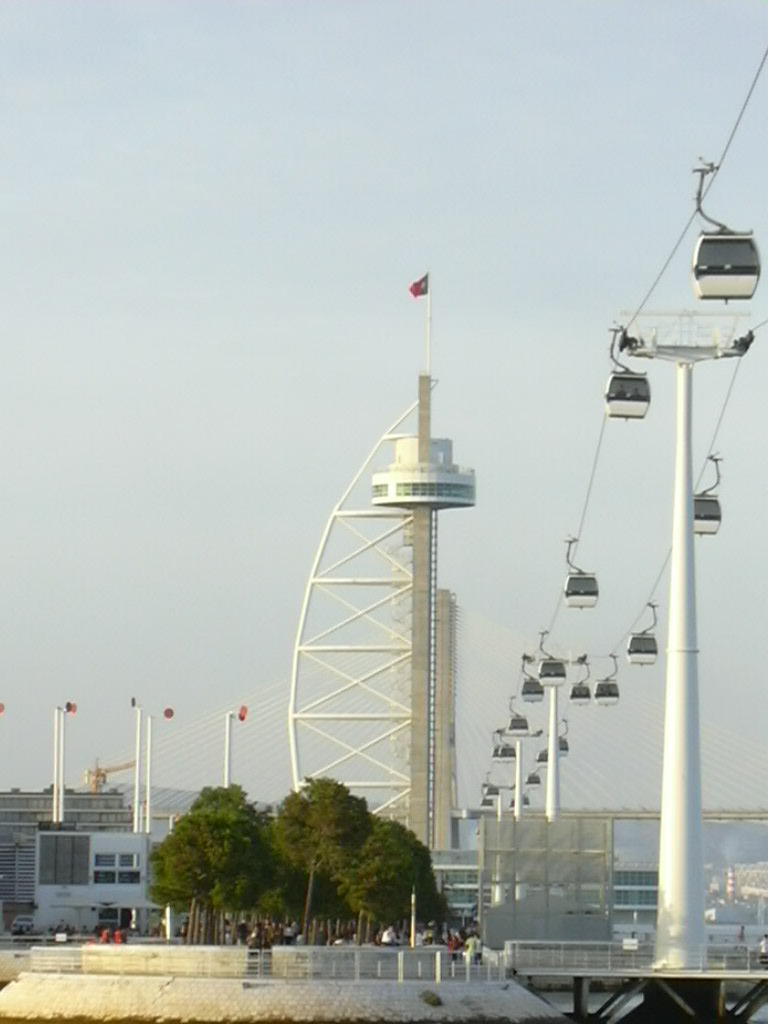
Teleférico do Parque das Nações.

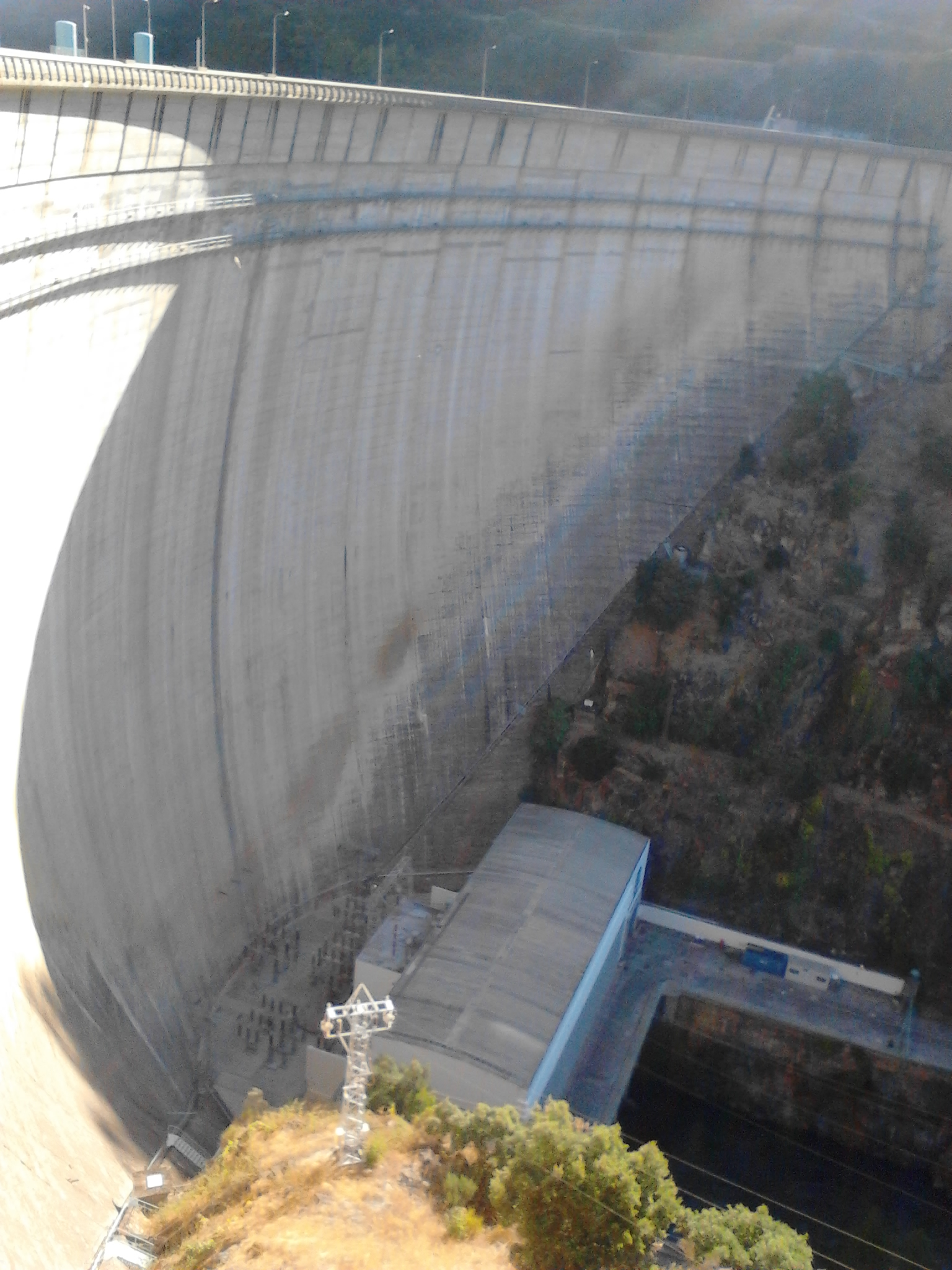
Barragem do Cabril com uma altura de 136 metros

Esta lista de arranha-céus de Portugal contém algumas das mais altas construções portuguesas, considerando-se como medida a altura máxima de cércea. 

## Edifícios

### Edifícios de mais de 100 m de altura[1]
- Torre Vasco da Gama, Parque das Nações, Lisboa, 145 m
- Torre de Monsanto, Algés, Oeiras, 120 m
- Torre São Rafael, Parque das Nações, Lisboa, 110 m
- Torre São Gabriel, Parque das Nações, Lisboa, 110 m

### Edifícios entre 70 e 100 m[1]
- Sheraton Lisboa Hotel & Spa, Lisboa, 92 m
- Torre do Lidador, Maia, 92 m
- Twin Tower I, Lisboa, 90 m
- Twin Tower II, Lisboa, 90 m
- Corinthia Lisboa Hotel, Lisboa, 88 m
- Edifício Nova Póvoa, Póvoa de Varzim, 86 m
- Jardins da Rocha, Portimão, 85 m
- Infinity Tower, Lisboa, 80 m [2][3]
- Hotel Vila Galé, Porto, 80 m
- Holiday Inn Porto Gaia, Vila Nova de Gaia, 80 m
- Torre Solmar, Ponta Delgada, Açores, 80 m[4]
- Torre do Foco, Porto, 79 m
- Hotel MYRIAD by SANA Hotels, Parque das Nações, Lisboa, 78 m
- Bom Sucesso Trade Center, Porto, 77 m
- Edifício na Rua Sarmento de Beires 19, Lisboa, 76 m
- Torre das Antas, Porto, 76 m
- Torre Amoreiras I, Lisboa, 75 m
- Torre Amoreiras II, Lisboa, 75 m
- Torre Amoreiras III, Lisboa, 75 m
- Office Park Expo, Parque das Nações, Lisboa, 75 m
- Edifício Panorâmico, Sete Rios, Lisboa, 74 m
- Edifício Panoramic 3, Parque das Nações, Lisboa, 73 m
- Edifício na Rua Sarmento de Beires 30, Lisboa, 73 m
- Edifício Douro, Vila Nova de Gaia, 73 m
- Edifício Aviz, Lisboa, 72 m
- Edifício REN, Lisboa, 72 m
- Dom Henrique Hotel, Porto, 72 m
- Edifício Douro, Porto, 72 m
- Torre do Ministério do Trabalho, Lisboa, 70 m
- Edifício ARCIS, Lisboa, 70 m
- Edifício Satélite, Lisboa, 70 m
- Edifício na Rua Carlos de Oliveira 10A, Lisboa, 70 m
- Edificio Ecran Tower, Parque das Nações, Lisboa, 70 m
- Hotel Tivoli Tejo, Parque das Nações, Lisboa, 70 m
- Torre Compave I Miraflores, Oeiras, 70 m
- Torre Compave II Miraflores, Oeiras, 70 m
- Edifício Burgo, Porto, 70 m
- Câmara Municipal do Porto, 70 m
- Tower Plaza, Vila Nova de Gaia, 70 m
- Edifício Vera Cruz, Coimbra, 70 m
- Entre Quintas I, Matosinhos, 70 m
- Entre Quintas II, Matosinhos, 70 m
- Edifício Tarik, Portimão, 70 m
- Torre Iberius, Armação de Pêra, 70 m
- Torre Greenview (Torre de Santo António), Covilhã, 70 m

### Edifícios com construção programada
- SkyLine, Vila Nova de Gaia, 100 m[5][6]
- Edifício Ar, Porto, 81 m[7]
- Edfício Fogo, Porto, 81 m[7]
- Marina Luxury Brand Residences, Lisboa, 73 m[8]
- Turifenos Luxury Brand Residences – Plot 1.2, Lisboa, 73 m[9]
- Espinho Business Center - Edifício 2, Espinho, 72 m[10][11]
- Torre Ocean Terrace, Leça da Palmeira, ≈70 m [12][13]

## Estruturas
Incluem-se nesta lista pontes, antenas de rádio, televisão e comunicações, barragens, chaminés de centrais elétricas e de refinarias, torres de teleférico, turbinas eólicas, e outras construções que não edifícios residenciais, comerciais ou de hotelaria.

### Estruturas com 200m e mais
- Antena emissora da Rádio Renascença, Muge, 255 m[14]
- Chaminé da Refinaria de Sines, 234 m[15]
- Viaduto do Corgo, 230 m (tabuleiro). O Viaduto do Corgo é o mais alto da Península Ibérica, e um dos mais altos da Europa[16][17].
- Chaminé 1 da Central Termoelétrica de Sines, 225 m
- Chaminé 2 da Central Termoelétrica de Sines, 225 m
- Chaminé da Central Termoelétrica do Pego, Abrantes, 200 m

### Estruturas entre 100 e 200m
- Viaduto do Corgo, 195 m (pilares P18 e P19, 132 m até tabuleiro e 63 m até topo dos mastros de atirantamento. Altura tutal ao fundo do vale 290 m)[18]
- Ponte 25 de Abril, Lisboa/Almada, 190,5 m (pilares) [19]
- Torre do Diabo, Castanheira do Ribatejo, 190 m
- Aerogerador Parque Eólico da Laje, Mação, 180 m (torre e pá)[20]
- Torre de comunicações de Vila Nova de Gaia, 177 m
- Ponte no IC8, em frente à Barragem do Cabril, 170 m (tabuleiro)
- Aerogerador Riablades, Vagos, 160 m (torre e pá)[21]
- Ponte Viaduto Despe-te Que Suas, S. Miguel, Açores,150 m
- Ponte Vasco da Gama, 148 m (pilares)
- Chaminé do complexo petroquímico da Repsol, Sines, 140 m
- Ponte João Gomes, na Ilha da Madeira, 140 m
- Ponte da A13, sobre o rio Ceira, 140a m[22]
- Barragem do Cabril, 136 m
- Antena emissora da Rádio Renascença, Vila Nova de Gaia, 136 m
- Antena emissora da Porto Alto, Benavente, 125 m
- Barragem de Castelo de Bode, Tomar 124,3 m
- Antena emissora da Braga, Braga, 120 m
- Antena emissora da Carapinheira, Montemor-o-Velho, 120 m
- Aerogerador em Viana do Castelo, 120 m
- Cristo Rei, Almada, 110 m
- Barragem da Paradela, 110 m
- Barragem do Alto-Lindoso, 110 m
- Ponte da Ribeira Funda, Madeira, 110 m
- Torre de comunicações da Portugal Telecom de Monsanto (Lisboa), 106 m
- Chaminé da Central Termoeléctrica, Barreiro, 104 m
- Chaminés da Central Termoeléctrica, Carregado, 100 m
- Barragem de Picote, em Miranda do Douro, 100 m
- Chaminé 1 Refinaria Galp de Matosinhos, 100 m
- Chaminé 2 Refinaria Galp de Matosinhos, 100 m
- Chaminé 3 Refinaria Galp de Matosinhos, 100 m
- Chaminé 4 Refinaria Galp de Matosinhos, 100 m
- Chaminé 5 Refinaria Galp de Matosinhos, 100 m
- Estação Transmissora da Grande Torre do Marão, Santa Marta de Penaguião, 100 m

- Viaduto de Vila Pouca de Aguiar, 100 m
- Pórtico Lisnave em Setúbal, 100 m
- Ponte da Pombeira, Ferreira do Zêzere/Sertã, 100vm[23]

### Estruturas entre 75 e 100m
- Chaminé 6 Refinaria Galp de Matosinhos, 97 m
- Ponte Internacional do Guadiana 96 m(pilares)[24]
- Ponte na A23, sobre o Rio Ocreza, a sul da Barragem da Pracana, 95 m [25]
- Grua 1 Estaleiro West Sea, 95 m
- Ponte Miguel Torga, 94 m[24]
- Grua 2 Estaleiro West Sea, 92 m
- Viaduto sobre a Ribeira dos Caldeirões, Açores, 92 m[26]
- Torre Galp, Parque das Nações, 90 m
- Ponte do Zêzere, 90 m (pilares) [24]
- Ponte Edgar Cardoso, 90 metros [24]
- Silos de Leixões, 85 m
- Silos na Trafaria, 85 m
- Ponte da A24 sobre o Rio Balsemão, 85 m [24]
- Ponte da A24 sobre o Rio Varosa, 85 m [24][27]
- Torre norte do teleférico do Parque das Nações, Lisboa, 80 m
- Grua 3 Estaleiro West Sea, 80 m
- Grua 4 Estaleiro West Sea, 80 m
- Pórtico Lisnave em Cacilhas, 80 m
- Torre de Telecomunicações, Abrantes, 77 m
- Torre dos Clérigos, Porto, 75 m